# Hyposoter occidentali
Hyposoter occidentali là một loài tò vò trong họ Ichneumonidae.